# Лекуант, Жорж
Жорж Лекуа́нт (фр. Georges Lecointe; 29 апреля 1869, Антверпен — 27 мая 1929, Уккел) — бельгийский морской офицер и учёный. Он был капитаном Бельжики и первым помощником в команде Бельгийской антарктической экспедиции. Первый перезимовавший в Антарктике. После возвращения в Бельгию стал основателем Международной Полярной Организации, глубоко погрузился в создание Международного Исследовательского Совета и Международного Астрономического союза.

## Ранние годы и карьера
Жорж Лекуант родился 29 апреля 1869 года в Антверпене. Его отец был знаменитым учителем математики, и он быстро показал себя как одарённый ученик. Он поступил в Королевскую Военную Академию в 1886 и в Военный Картографический Институт. После дослужения до второго лейтенанта в 1 артиллерийском полку и учёбы в школе кавалерии в Ипре, он прошёл офицерский экзамен в Политехнической школе для поступления во Французский флот. Бельгийское правительство позволило ему поступить во Французский флот, где он дослужился до линейного лейтенанта и капитана-коменданта Бельгийской армии в 1897 году.. Эти три года во Французском флоте только благодаря аудиенции с королем Леопольдом II: такое было позволено только с одним бельгийским офицером, но король отказал другу Жоржа, Эмилю Данко.
Между 1894 и 1897 годами Жорж служил на нескольких кораблях в Средиземноморье, в Атлантике, в Кохинхине и в Бакбо. В 1897 году он вступил во Французскую Обсерваторию Бюро долгот и опубликовал направление на астрономической навигации и счисление координат: "La navigation astronomique et la navigation estimée " для студентов флота Политехнической школы. За это достижение он был награждён Орденом Почётного легиона во Франции, который бельгийский король разрешил использовать в Бельгии. В его второй книге «О создании Бельгийского Национального флота» (фр. La création d'une marine nationale Belge), Жорж просил перестроить Бельгийский флот, который был упразднен в 1862 году. Однако флот не был создан ещё до Первой мировой войны.

## Бельгийская антарктическая экспедиция
Следует помнить, что кампания Бельжики была настолько международная, насколько это возможно, и задача Жоржа была держать всех участников экспедиции вместе и добиться максимальной продуктивности от них.
Лекуант отлично себя зарекомендовал; жёсткий и любезный, он заслужил от нас уважения. Как штурман и астроном он был непревзойденным. Когда он взялся за работу изучения магнитного поля, он оказал большую помощь. Лекуант запомнился как главная поддержка в этой экспедиции.
—Руаль Амундсен
Южный полюс
Эмиль Данко, общий друг Жоржа Лекуанта и командира экспедиции Адриена де Жерлаша, предложил Адриену в октябре 1896 присоединиться к Бельгийской антарктической экспедиции. Де Жерлаш выбрал Жоржа Лекуанта не из-за его морского опыта, а из-за его научных знаний. Жорж, кстати, был принят в Монсурскую обсерваторию, и благодаря знаниям о астрономии и гидрографии, которые он получил там, его взяли в экспедицию. Также он получил свои «морские» шпоры, которые он получил за свои путешествия, включающие в себя путешествие на Дальний Восток на Французском флоте. Де Жерлаш предложил ему должность первого помощника в команде. Лекуант принял предложение после просьбы премьер-министра и военного министра Бельгии. Также он был ответственен за астрономические и гидрографические наблюдения и, после смерти Данко в 1898 году, за измерения магнетизма Земли.
Корабль с командой вышел из Антверпена в 1897 году, а наблюдения начались позже того же
года.

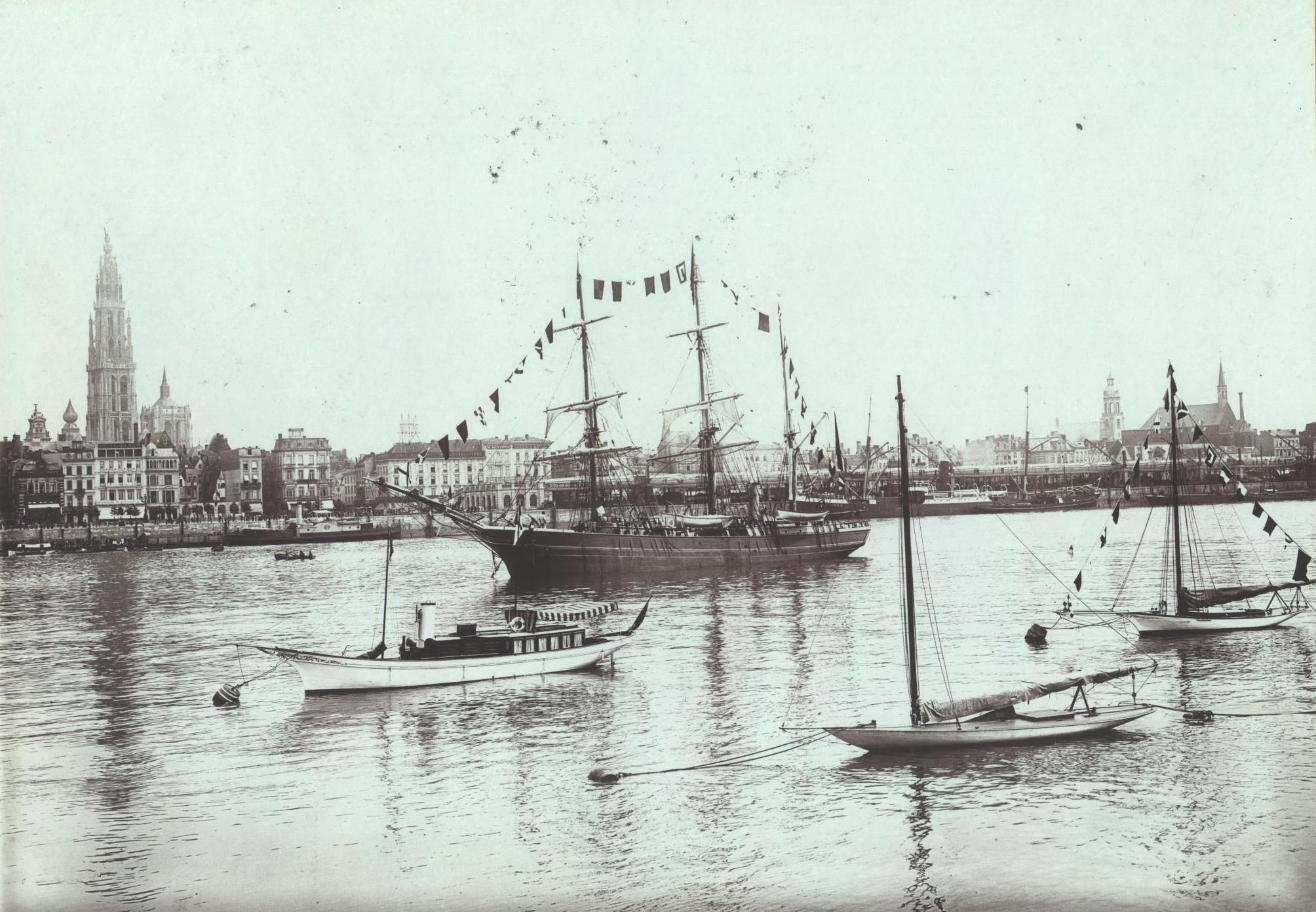
Бельжика покидает Антверпен в 1897 году.

22 января 1898 моряк Карл Винкл смылся за борт и утонул, несмотря на героические усилия Лекуанта по его спасению. Они дошли до моря Уэдделла в начале 1898 года, где Бельжика застряла во льду, заставляя их перезимовать на целых 13 месяцев.

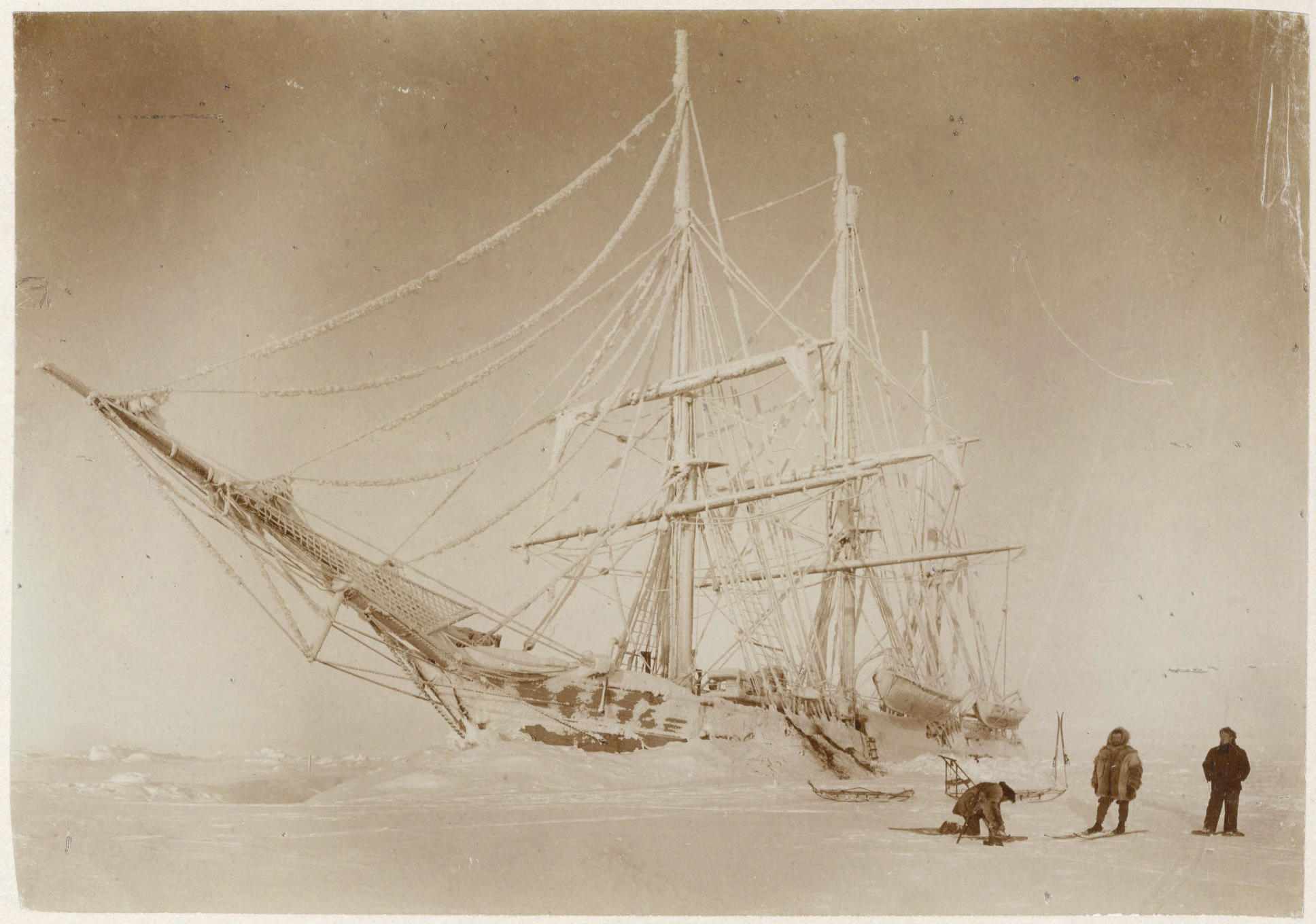
Бельжика застряла во льдах. Фото Фредерика Кука.

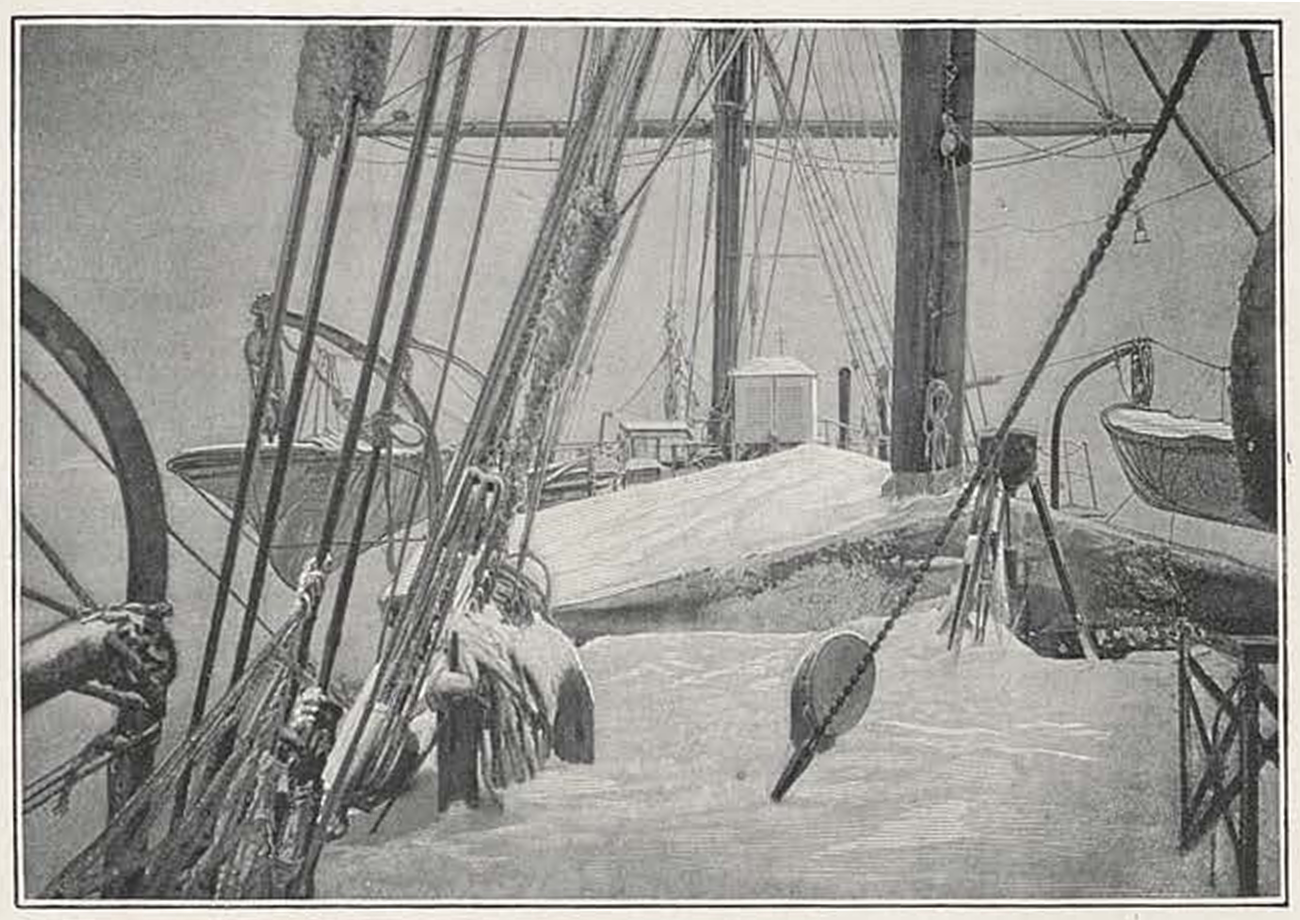
Палуба Бельжики, заваленная снегом.

Все экспедиторы страдали от цинги, включая самого Жоржа, но только на несколько дней в середине июля 1898 года. Несмотря на опасения де Жерлаша, больные участники экспедиции начали поедать сырое мясо тюленей и пингвинов для выздоровления. В конце июля 1898 года Лекуант вместе с Фредериком Куком и Руалем Амундсеном организовали санную поездку на юг, чтобы испытать новый дизайн палатки и оборудования и для оценки возможности выбраться через паковый лёд. Лекуант, вместе с Куком и Амундсеном, разработал план для достижения южного магнитного полюса в 1899—1900 годах. Этот план обсуждался на борту с августа по ноябрь 1898 года.

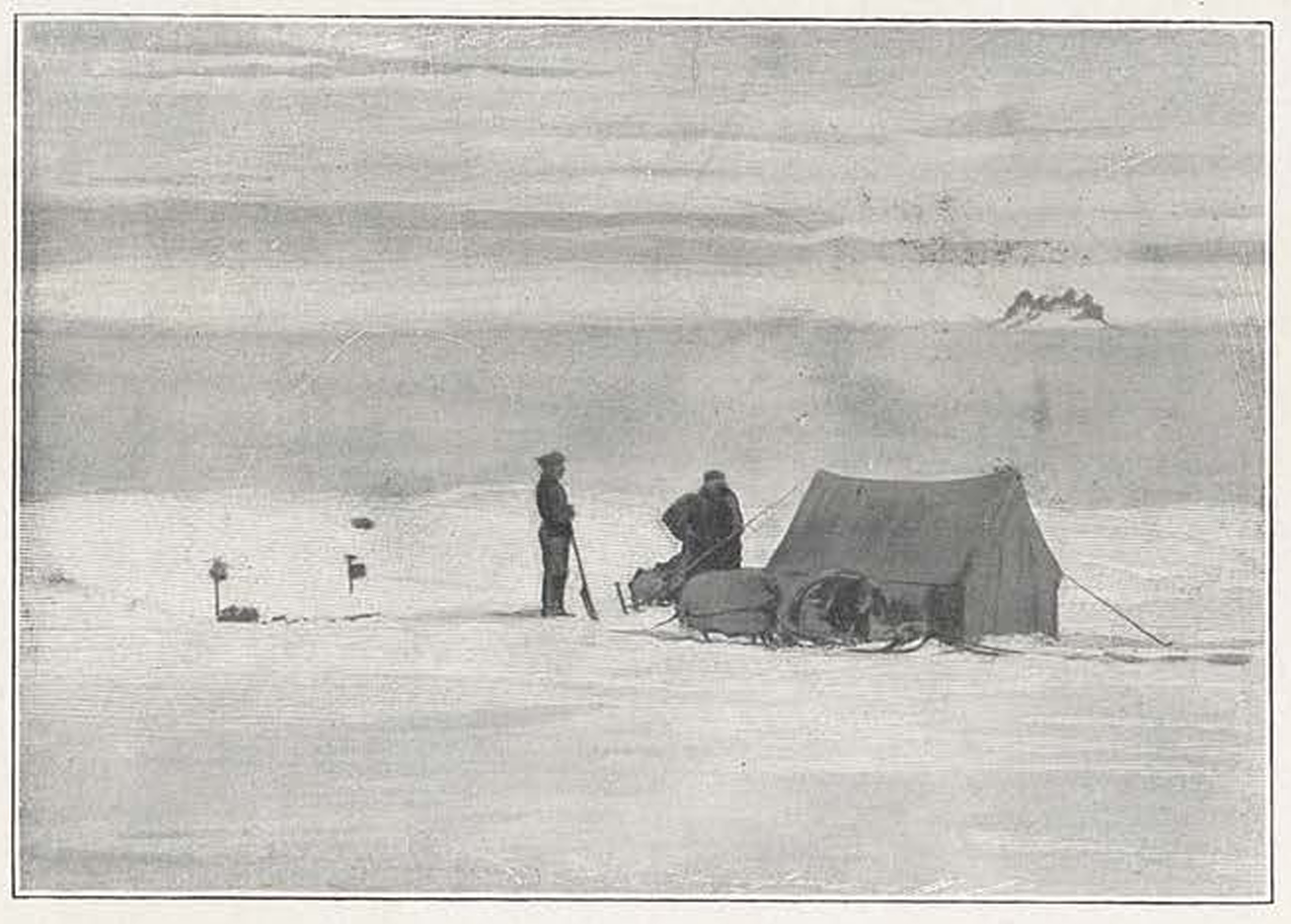
Палаточный лагерь в Антарктике.

Один раз Жорж, не зная о присутствии Фредерика Кука на льду ночью, принял его за тюленя и выстрелил в него, к счастью, Лекуант не попал.
В начале 1899 года команда наконец-то организовала высвобождение Бельжики. Достигнув Южной Америки, Жорж Лекуант начал исследовать Анды, пока де Жерлаш дошёл на Бельжике обратно в Бельгию. После его возвращения, Лекуант опубликовал отчет о экспедиции Бельжики «В стране пингвинов» (фр. Au Pays des Manchots).

## Научная карьера и дальнейшая жизнь
Жорж Лекуант был помолвлен с Шарлоттой Дюмеиз (1873—1940) перед экспедицией. Залив Шарлотты был назван в честь неё, и они поженились вскоре после его возвращения. У пары было трое детей: Генри, Шарлотта и Луи-Жорж. Двое сыновей учились в Брюссельском свободном университете
После возвращения, Лекуант был призван на Ихэтуаньское восстание как первый помощник командира флота. В 1900 году он был назначен как научный директор, а в 1914 году как директор Королевской обсерватории Бельгии в Уккеле. Вместе с Хенриком Арцтовским, Эмилем Раковицэ и Антонием Болеславом Добровольским он организовал научные результаты Бельгийской антарктической экспедиции. К тому же, он руководил масштабной реконструкцией Королевской обсерватории Бельгии. Лекуант основал Бельгийскую морскую и судовую ассоциацию. Также он создал Международную ассоциацию по полярных исследованиям, предшественницу Договора об Антарктике. Был секретарем Полярной комиссии и конгресса в 1906, 1908 и 1913 годах. В 1907 году он согласился стать командиром Второй Бельгийской антарктической экспедиции, инициированной Хенриком Арцтовским. Однако эта экспедиция не состоялась из-за нехватки средств.
Во время Первой мировой войны добровольно служил майором артиллерии и был вовлечён в
защиту Антверпена, но провёл большую часть войны в Нидерландах после сдачи города. После войны он вернулся к науке и сыграл большую роль в создании Международного совета и Международного Астрономического союза и был его вице-президентом с 1919 по 1922 года и возглавлял его Центральное бюро для Астрономических телеграм с 1920 по 1922 год, пока оно было временно расположено в Уккеле из-за Первой мировой войны. В 1919 он был избран в исполнительный комитет Международного исследовательского совета на учредительном съезде в Брюсселе вместе с Артуром Шустером, Вито Вольтерра Джорджем Эллери Хейлом и с Пикардом. Лекуант также был президентом Королевского Бельгийского географического общества (вице-президент 1900—1912 годах и снова президент в 1912 году), которое активно спонсировало экспедицию Бельжики.
Болезнь заставила его уйти в отставку из Королевской обсерватории в 1925 и стала причиной его смерти в Уккеле, 27 мая 1929 года.

## Награды и отличия

### Учёные звания
- Член-корреспондент Французского института (1918).
- Член-корреспондент Бюро долгот (1914).
- Ассоциированный член Королевского астрономического общества (Лондон)
- Золотая медаль Бельгийской королевской академии.
- Почетный член и золотой медалист Королевских бельгийских географических обществ Брюсселя и Антверпена.
- Член-корреспондент *Географического общества Женевы.
- Почетный член-корреспондент Марсельского общества географии и колониальных исследований.
- Почетный член-корреспондент Королевского шотландского географического общества.
- Медаль, присужденная Национальным обществом естественных наук и математики Шербура.
- Золотая медаль, присужденная Академическим обществом международной истории Парижа.

### Почетные знаки отличия
- Гражданские кресты (2-й и 1-й класс).
- Командор ордена Леопольда.
- Командор Ордена Короны.
- Медаль Победы.
- Памятная медаль Войны 1914—1918 гг.
- Командор ордена Почетного легиона.
- Командор Ордена Итальянской Короны.
- Почетный член Ассоциации бельгийских и иностранных журналистов.
- Почетный член Центрального бюро метеорологии.
- Почетный член Бельгийской морской лиги.
- Великий Офицер Ордена Льва и Солнца.
- Кавалер Королевского ордена Камбоджи.
- Офицер общественного просвещения.
- Гражданская медаль первой степени
- Серебряная медаль города Антверпена.
- Золотая медаль города Брюсселя.